# Вингесхаузен

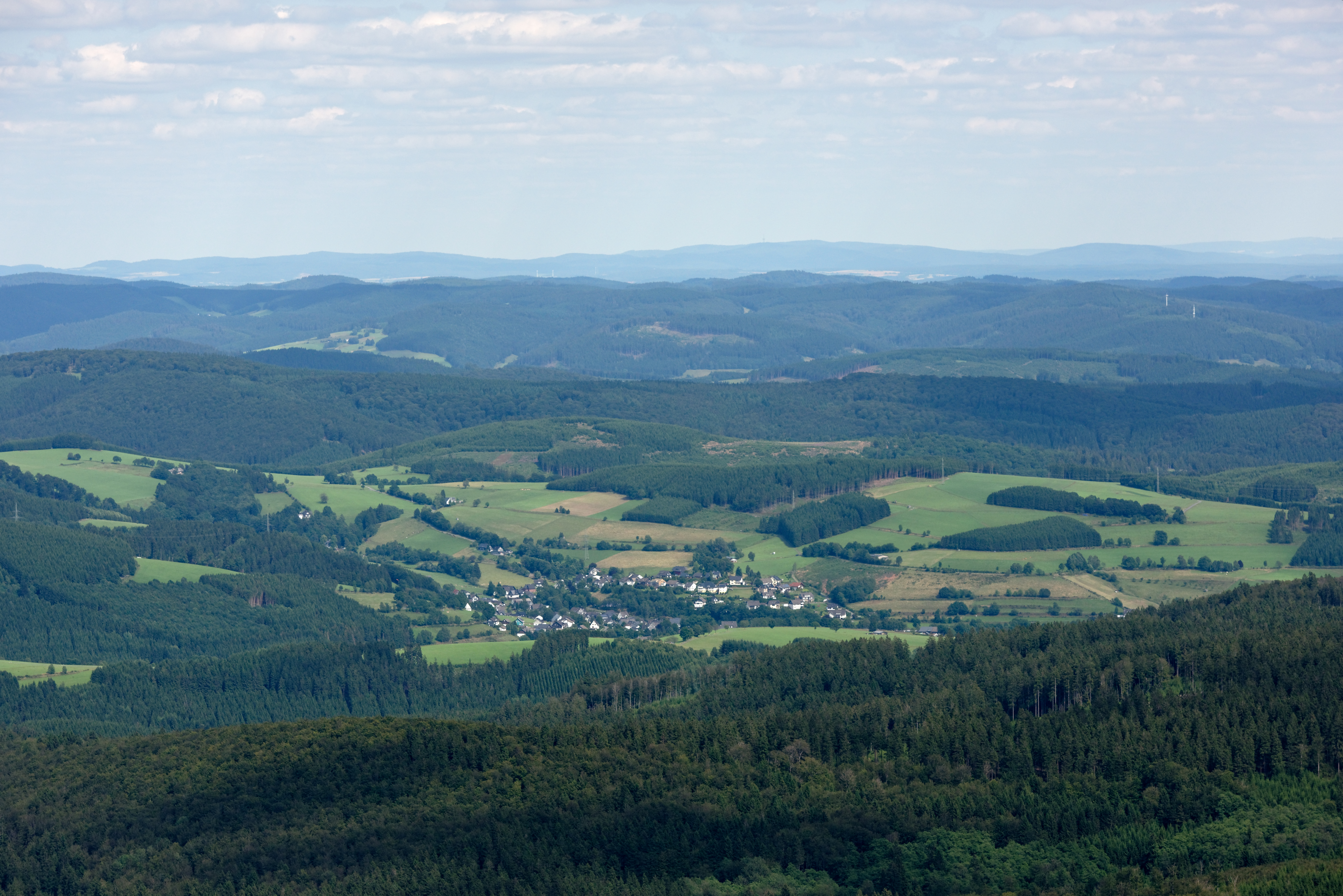
Вид на поселение с запада

Вингесхаузен (нем. Wingeshausen) — поселение сельского типа в составе города Бад-Берлебург в районе Зиген-Виттгенштайн (земля Северный Рейн-Вестфалия, Германия). Населённый пункт был включён в состав Бад-Берлебурга после реформы местного самоуправления 1975 года.

## География

### Положение
Вингесхаузен расположен на северо-западе природно-исторического региона Виттгенштайн в долине ручья Бортигнсбах (боковой долине реки Эдер. На севере населённый пункт непосредственно примыкает к хребту Ротхар с вершинами Хомберг (630,7 м над уровнем моря) и Реддеркопф (653,4 м); На северо-западе поселение простирается до горы Хердлер (756,0 м), где достигает высоты около 753 м. В этом районе реализуется проект по сохранению видов зубров.

### Соседние населённые пункты
- Ауэ — поселение города Бад-Берлебург
- Ягдхаус - поселение города Шмалленберг района Хохзауэрланд

все три населённых пункта находятся на дороге районного значения K 42.

## История
Первые известные следы присутствия человека восходят более чем на 2000 лет ко временам кельтов. Церковь упоминается под 1099 годом. Однако первое документальное подтверждение известно лишь с 1332 года. Поселение в средневековом написании Венегискузен было связано со спором между двумя дворянскими семьями из Оберхундема (сейчас поселение города Ольпе). Документы Берлебургского архива за 1494 и 1526 годы содержат сведения о торговой деятельности жителей Вингесхаузена. Здание местной школы упоминается в 1773 году. В 1781 году она был расширена и стал школой двух населённых пунктов: Вингесхаузена и Ауэ. 
С 1845 года это поселение относилось к администрации Бергхаузена, а затем администрации района Берлебург. Основными отраслями экономики являются производство древесного угля, лесное и сельское хозяйство.

## Динамика численности населения
- 1624: 140 жителей в 24 домах
- 1819: 623 жителя в 75 домах
- 1854: 782 жителя в 87 домах
- 1900: 686 жителей
- 1961: 1527 жителей[2]
- 1970: 1573 жителя[2]
- 1974: 1595 жителей[5]
- 2011: 1819 жителей
- 2021: 1654 жителя[1]

## Достопримечательности
- Евангелическая церковь внесена в список памятников архитектуры. До реформации принадлежала католикам и была освящена в честь Девы Марии.